# 中国政府欧洲事务特别代表列表
中国政府欧洲事务特别代表是中华人民共和国政府任命的特别代表，主要职责为加强中国对欧洲/欧盟国家工作，密切中国与欧盟国家和地区组织的联系，促进中欧关系发展。

## 历任特别代表

### 中国政府欧洲事务特别代表（2019年至今）
| 姓名   | 任命       | 免职      | 外交衔级 | 外交职务 | 备注 |
| ------ | ---------- | --------- | -------- | -------- | ---- |
| 吴红波 | 2019年11月 | 2025年2月 | 大使     | 特别代表 |      |
| 卢沙野 | 2025年2月  | 现任      | 大使     | 特别代表 |      |